# Jardín botánico de la Universidad de Valencia
El Jardín Botánico de la Universidad de Valencia (en valenciano: Jardí Botànic de la Universitat de València), es un jardín botánico ubicado en la ciudad de Valencia, dentro de la Comunidad Valenciana, España.
Este jardín botánico depende administrativamente de la Universidad de Valencia. Es miembro del Botanic Gardens Conservation International (BGCI), de la Asociación Ibero-Macaronésica de Jardines Botánicos y presenta trabajos para la Agenda Internacional para la Conservación en los Jardines Botánicos.
El código de reconocimiento internacional del "Jardí Botànic de la Universitat de València" como institución botánica (en el Botanical Gardens Conservation International BGCI), así como las siglas de su herbario es VAL.

## Localización

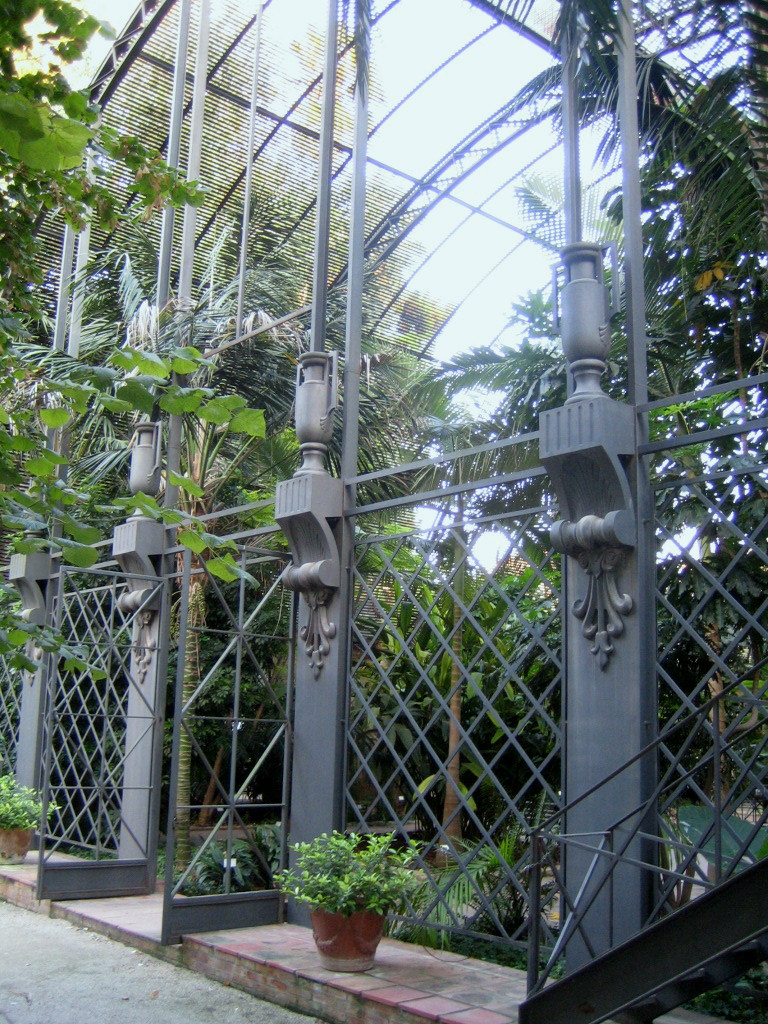
Estructura metálica del Umbráculo.

Se encuentra situado en la calle Quart, junto al antiguo cauce del río Turia. Situado en el interior del casco urbano de la ciudad de Valencia.
Jardín Botánico de la Universidad de Valencia barrio del Botánico, distrito de Extramuros 46008 Valencia, España.
Planos y vistas satelitales. 39°28′37.32″N 0°23′12.08″O / 39.4770333, -0.3866889
Visitas: abre todos los días, excepto el 25 de diciembre y el 1 de enero. Abre a las 10:00AM y cierra a la puesta del sol, entre las 18:00 y las 21:00, según la época del año.

## Historia
Se tiene noticia de huertos de plantas medicinales que se remontan al siglo XVI, primero en estrecha dependencia con la enseñanza de la medicina en la Universidad que se practicaba desde 1462. La referencia más antigua es del año 1499, cuando se planificó la estructura de la cátedra de "simples" o "herbes" nombrándose profesores para ella en 1501. Estuvo siempre ligada a la medicina tratándose las "hierbas" en su vertiente medicinal. En 1548 se crea una cátedra de "prácticas" y poco después (en 1560) se separan definitivamente las enseñanzas de anatomía y la de "simples o Herbes" con cátedras independientes. Posteriormente, en 1631, se tiene noticia de varios episodios y localizaciones de los huertos de hierbas medicinales y sus doctores y catedráticos responsables, pero sin continuidad asegurada.
En 1733 se habla desde la Universidad de un recinto que debe facilitar la ciudad, pero no será hasta 1757 cuando el rector Lores proponga directamente la creación de un Jardín Botánico integral y completo (huerto, museo, espacio de docencia y de conferencias, anexos de servicios, etc.) en una ubicación próxima a la Alameda. En 1778 la ciudad aprueba estas previsiones, pero aún pasarán veinte años en hacerse realidad.
Resulta evidente que esta concepción de un Jardín Botánico de miras más amplias y sistemáticas, toma cuerpo en paralelo al desarrollo del estudio de la Botánica como ciencia independiente de la Medicina, que se consolida en el siglo XVIII, de la mano del reformismo ilustrado, interesado por la riqueza de la tierra y la mejora de los cultivos. En 1767 Gregorio Mayans reclama un jardín que sea responsabilidad del catedrático de botánica pero que no descuide las plantaciones de interés para la medicina y en 1786, la Universidad de Valencia aprueba la reforma del plan de estudios con la Cátedra de Botánica independiente de la Cátedra de Medicina, y por lo tanto, da mayor urgencia a la necesidad de un Jardín Botánico.
La Real Sociedad Económica Valenciana de Amigos del País, interesada en las mejoras de los cultivos, también quería concurrir con el Ayuntamiento a hacer realidad esta dotación científica aportando terrenos para la ubicación de la Alameda, mientras apuntaba que a los aspectos instructivos y utilitarios se había de añadir el aspecto lúdico, que pudiese servir al mismo tiempo, «para el decoro, hermosura y recreo del paseo público».
Pero esta conjunción no sería tan fácil, pues las dos partes querían remarcar sus respectivas prioridades, la científica y docente centrada en un repertorio sistemático representativo del mundo botánico, por parte de la Universidad y la más utilitaria de aplicación a la agricultura, por parte de la Sociedad Económica. La ciudad, postreramente en 1798, le cede a la Universidad los terrenos prometidos, pero bien pronto se suspenden las plantaciones, según parece por la mala calidad del suelo y las molestias producidas al vecino paseo de la Alameda. Como nueva y definitiva ubicación, la ciudad ofrece en 1802 un huerto que permitía ser regado a la manera tradicional, «a manta», directamente por la acequia de Rovella, llamado de Tramoyeres, situado en la calle Quart, frente al convento de Mínimos de San Sebastián y cerca del Turia, que dio origen al actual Jardín Botánico.

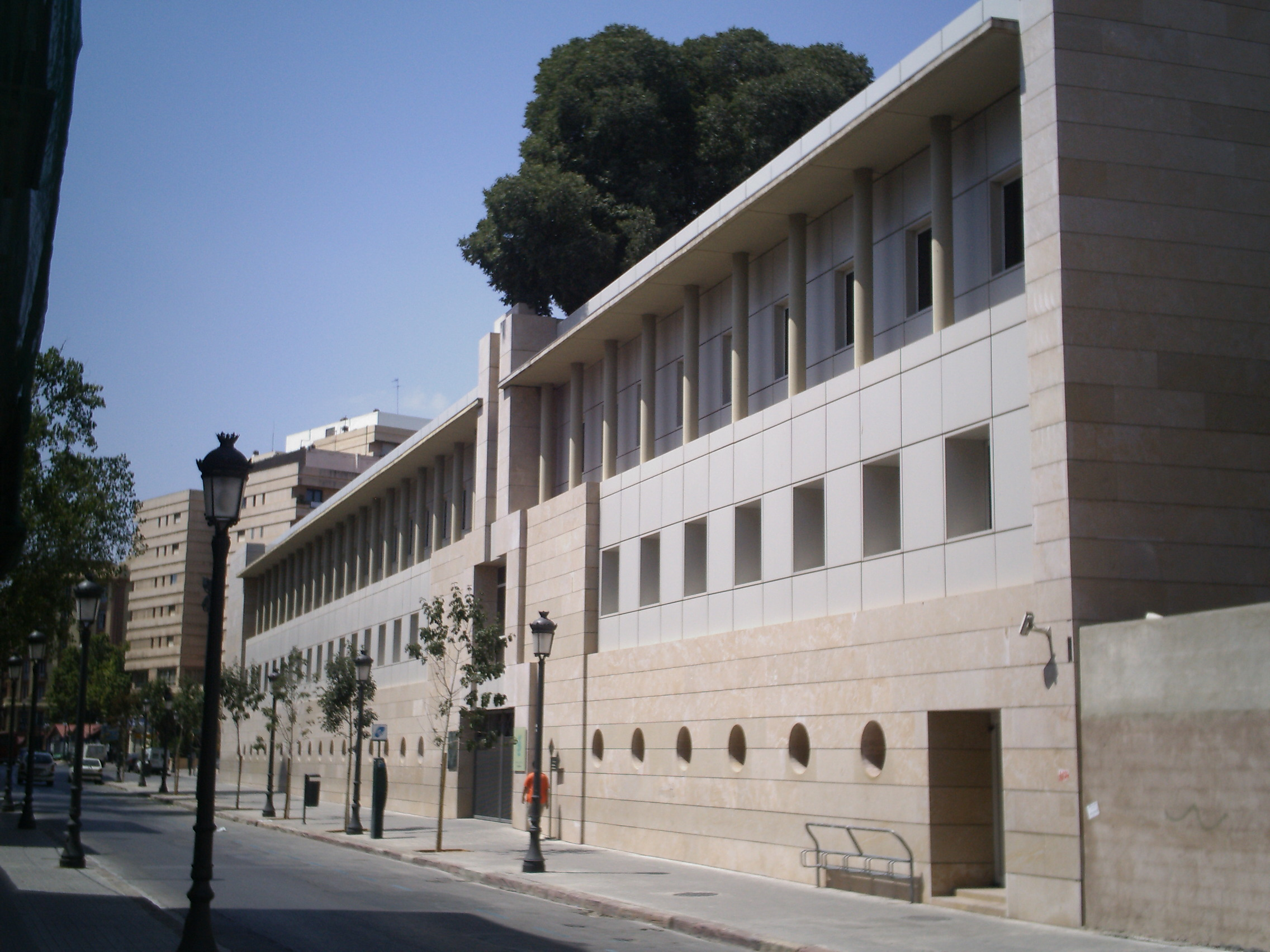
Edificio de investigación visto desde la calle Quart.

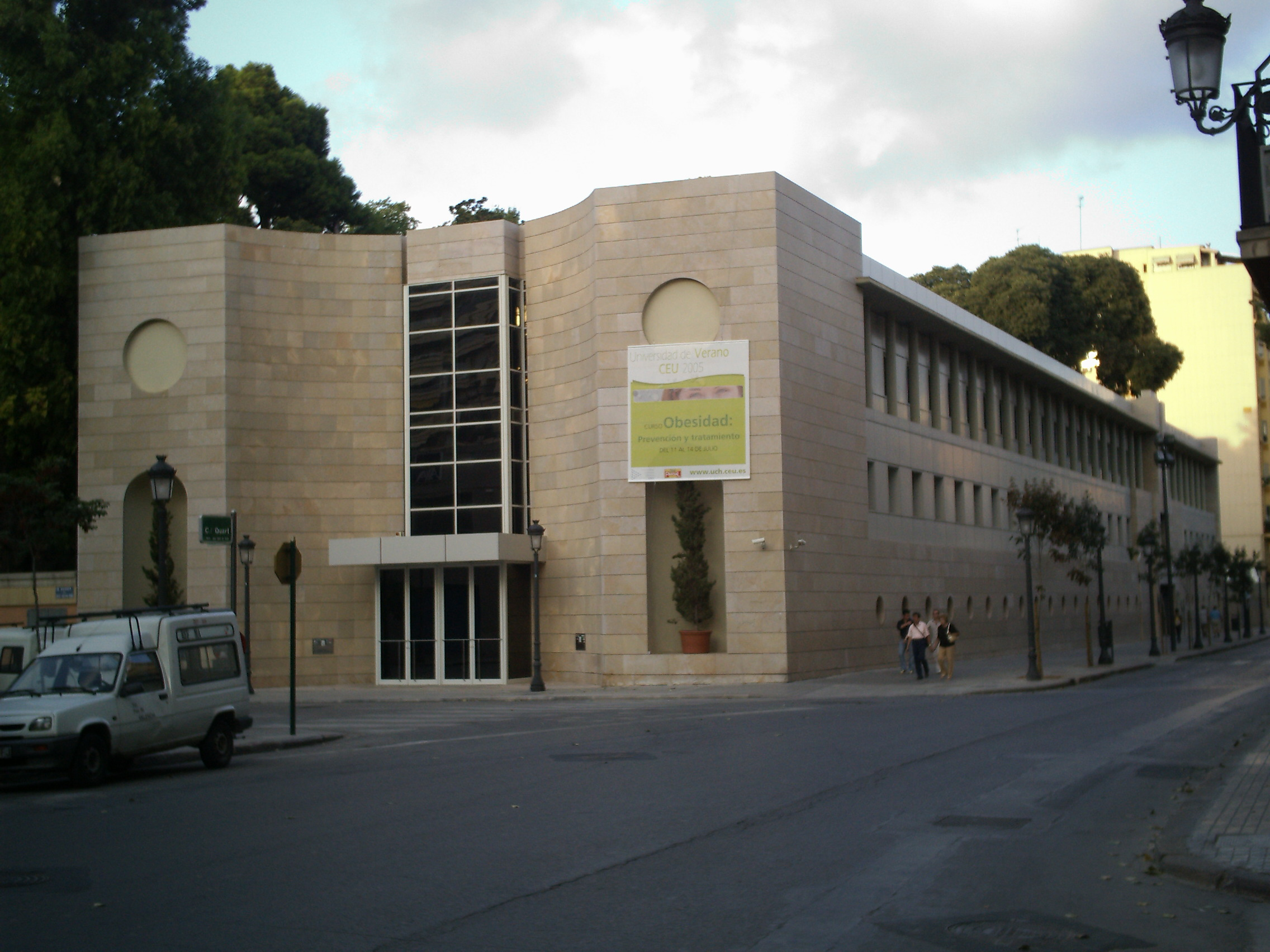
Vista desde la calle Quart.

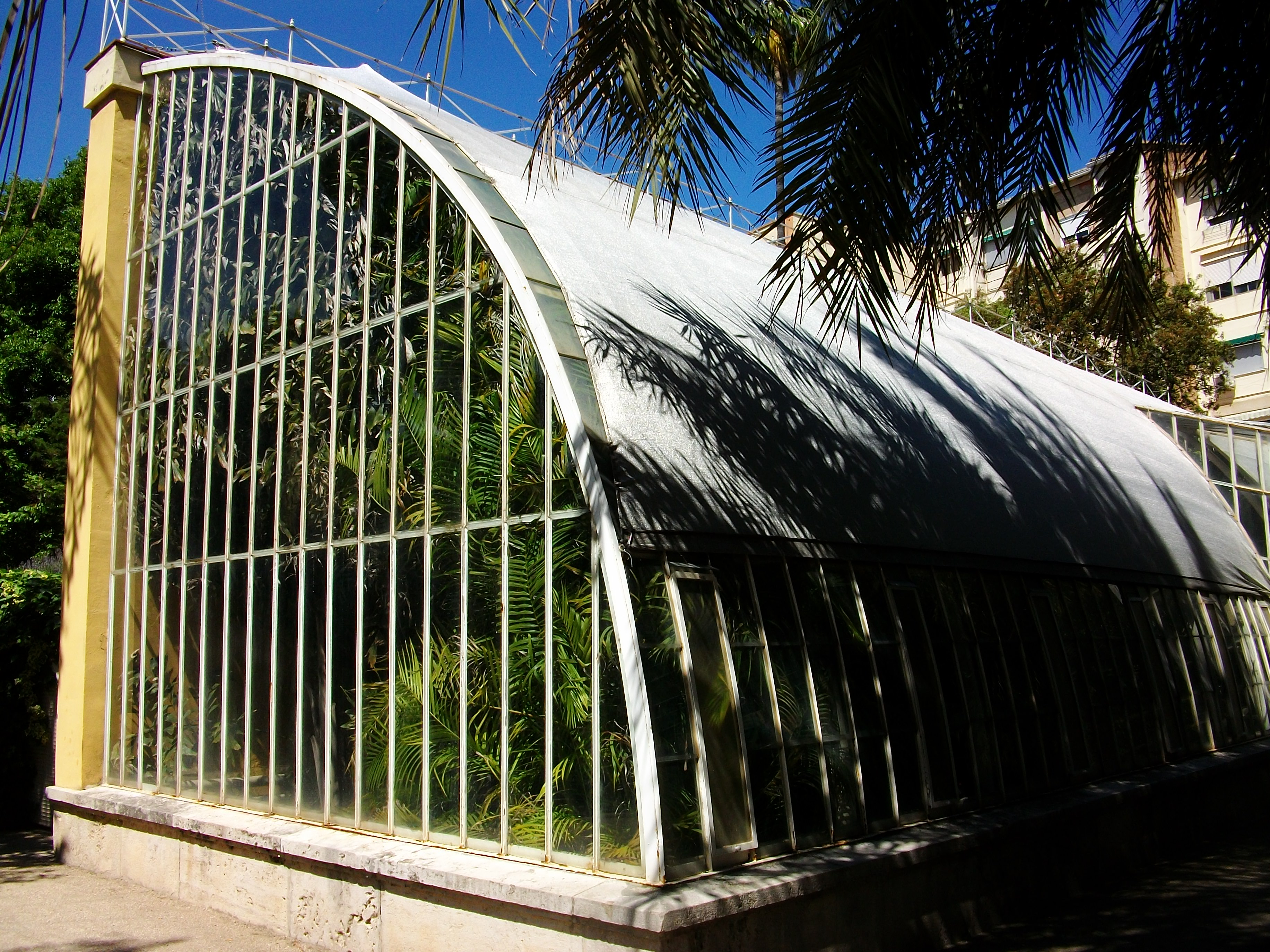
Invernadero de la Bassa.

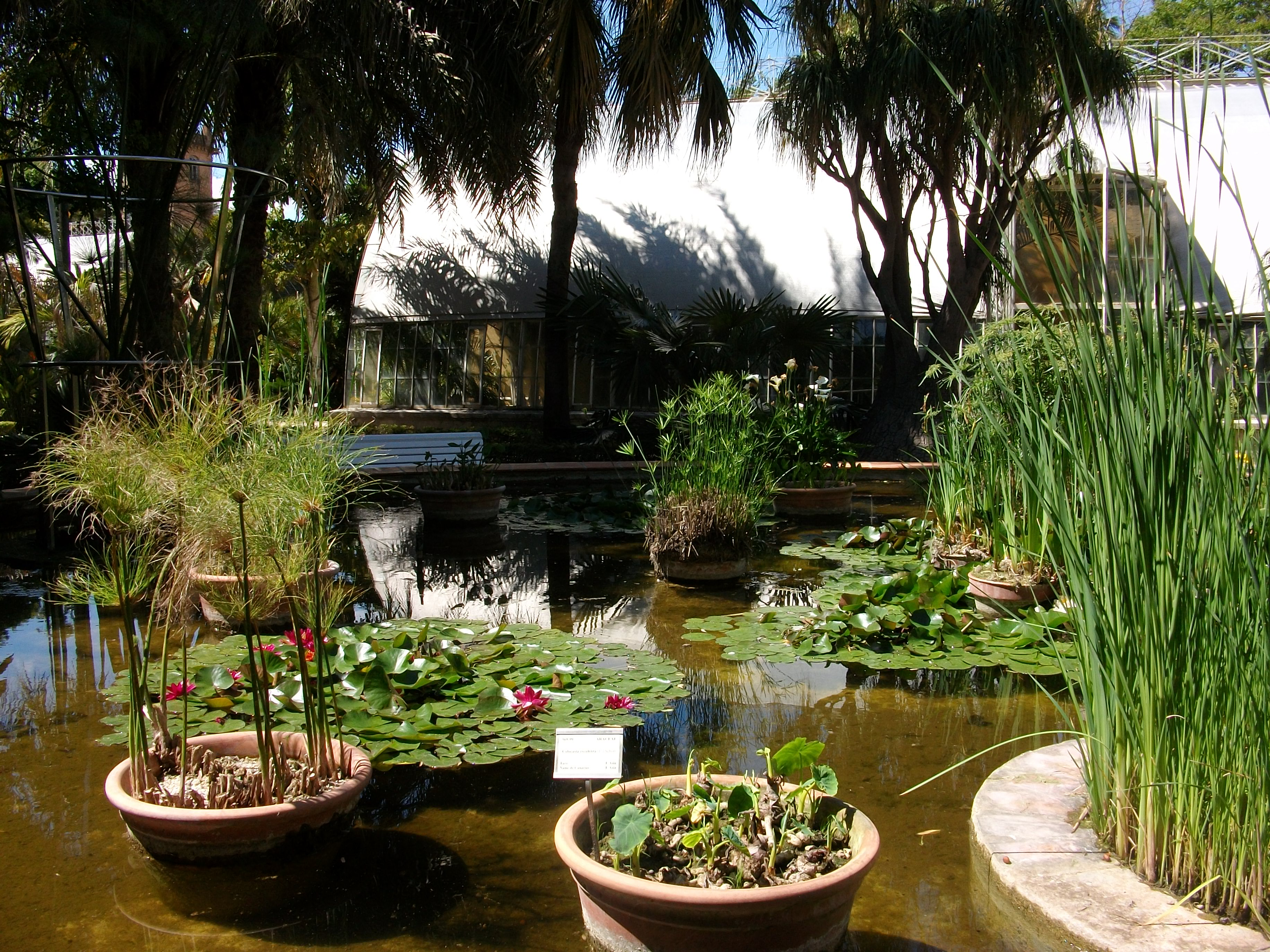
Bassa

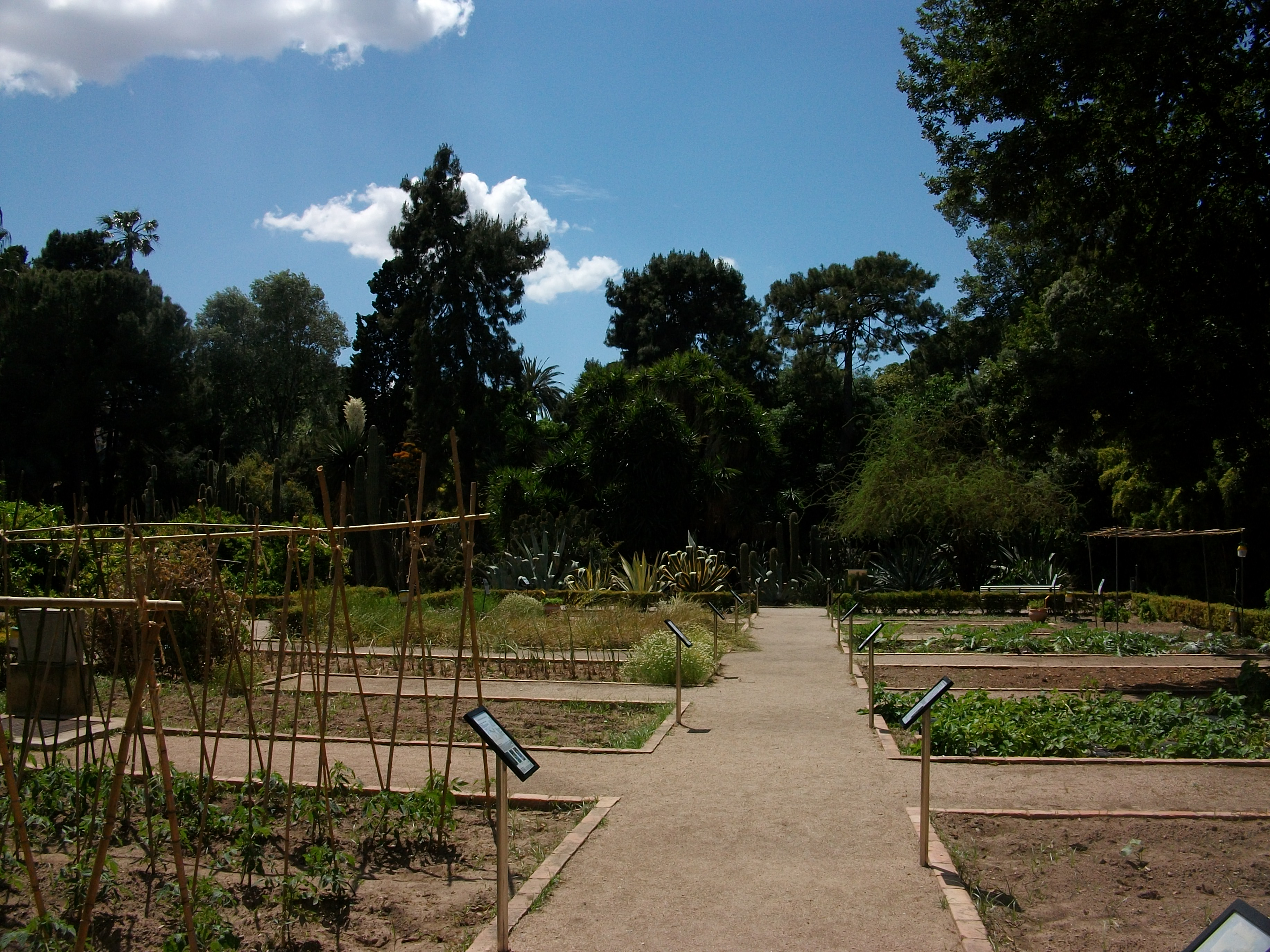
Huerto

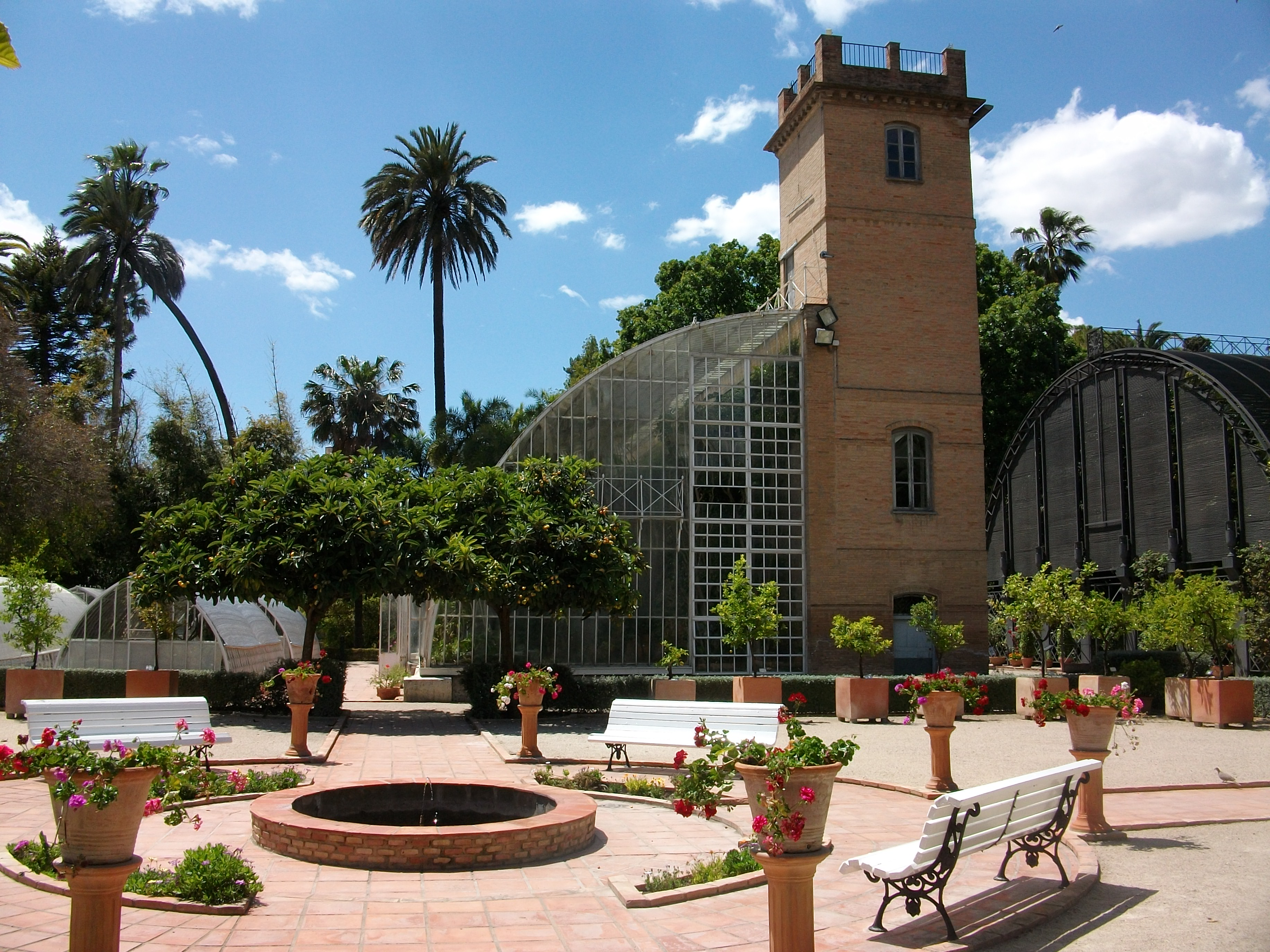
Plaza de Carles Pau.

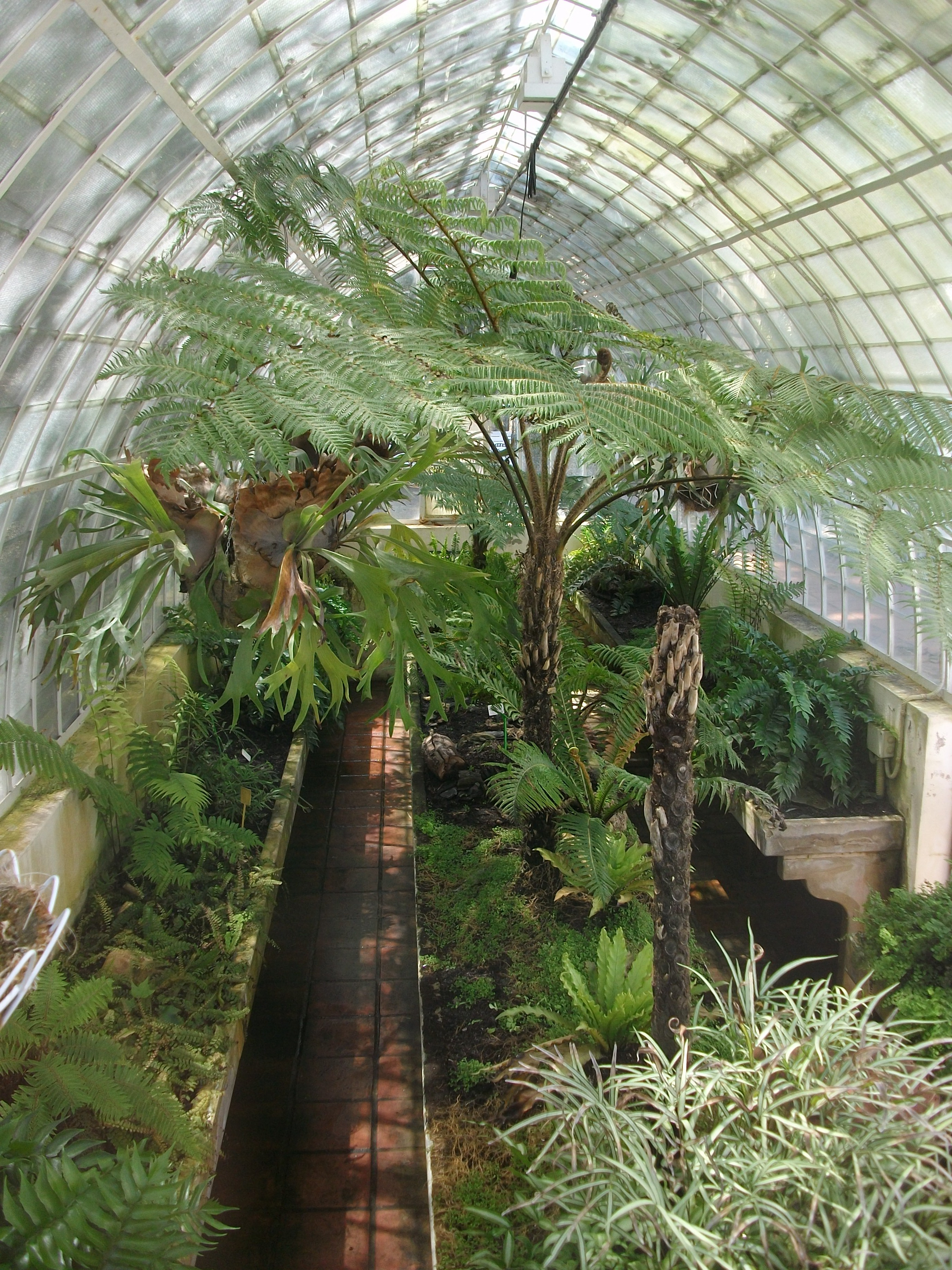
Invernadero con helechos.

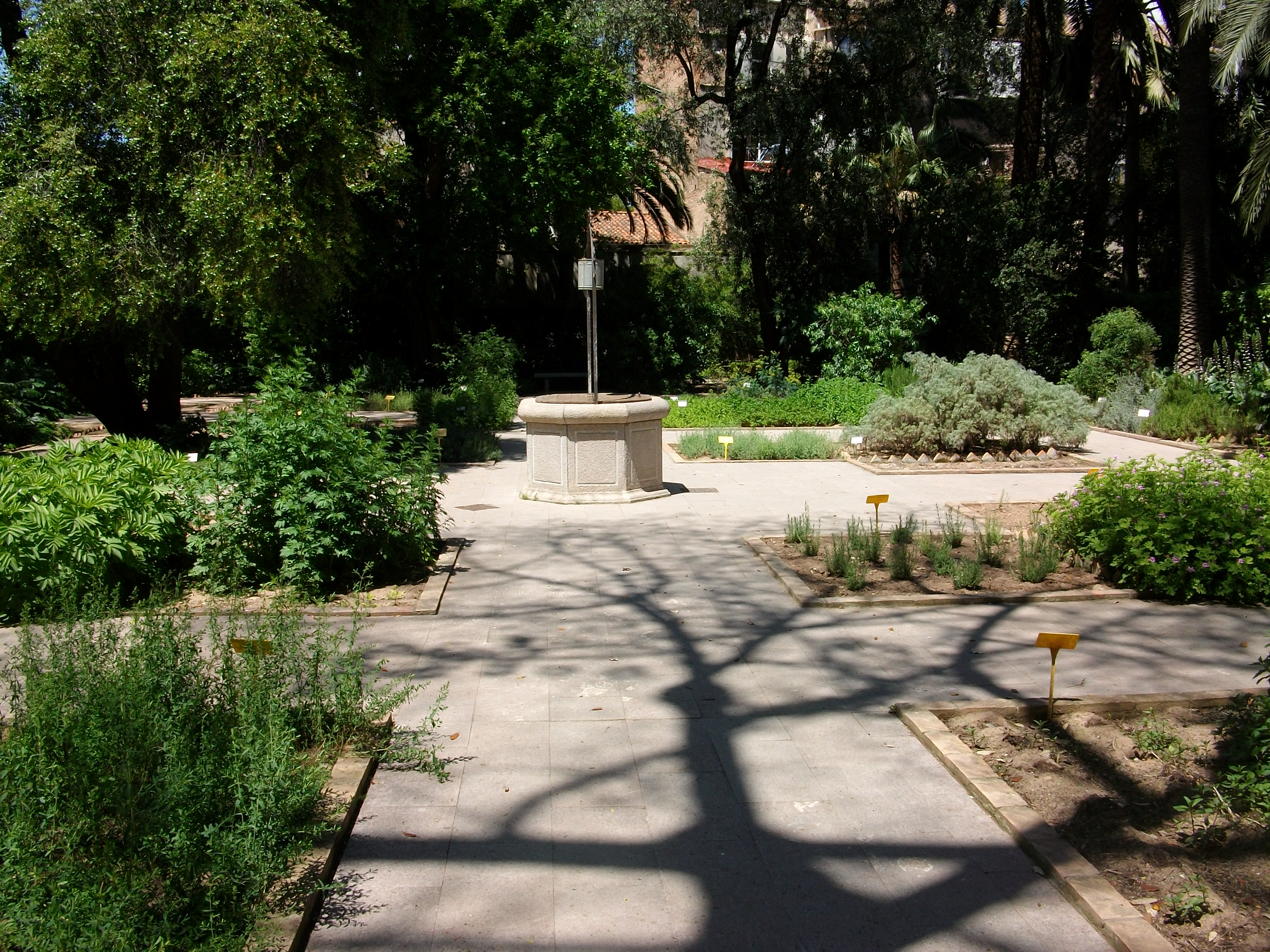
Sección de las plantas medicinales.

La Universidad pone al célebre botánico Vicente Alfonso Lorente al cargo de la nueva instalación y lo dota de medios para desarrollarla. El terreno trapezoidal de unas cuatro hectáreas acogerá sobre un sistema de cuadros –sistema de Linneo– los planteles, sin descuidar la provisión de herbarios, locales para la cátedra de Botánica, cámara para los jardineros y otras dependencias. El nivel del resultado obtenido le permitiría conseguir, enseguida, gran renombre entre los de más prestigio, estableciendo relaciones particularmente con el de Madrid. Este prometedor inicio recibiría bien pronto la acometida de la invasión napoleónica, especialmente destructiva en el arrabal de Quart. Lorente también participó en los acontecimientos, fue hecho prisionero y condenado a muerte, salvándose por intervención a su favor del botánico francés Léon Dufour.
Después del desastre y de la muerte de Lorente en 1813, el jardín no se recupera hasta la dilatada dirección entre 1829 y 1867 de José Pizcueta, catedrático de Medicina, que acometió su reforma y actualización como el primero de España. Respondiendo a la petición de la Sociedad Económica se innova con experiencias de aclimatación de plantas originales de América, mientras se constituye la Cátedra de Agricultura, dirigida por Joaquín Carrascosa. Y en un proceso de convergencia que sería sancionado por la Orden Real de 1834, se mandó reunir en el Jardín Botánico las dos enseñanzas de Agricultura y Botánica, que generaría la ampliación del terreno del Jardín Botánico.
En 1843, Pizcueta, auxiliado por Félix Robillard, sustituye a la organización de Linneo por el método natural de Endlicher y, tras la reforma de estudios de 1845, recibe importantes recursos para plantaciones y también para construcciones de aclimatación, como un extenso invernadero de madera proyectado por el arquitecto Timoteo Calvo, un umbráculo y pequeñas estufas que, en conjunto, acelerarían espectacularmente el éxito y crecimiento de aquellas. En 1856 se publicó el catálogo del jardín, con más de 6.000 especies vivientes y el herbario.
De este impulso es fruto perdurable la construcción entre 1860 y 1862, de la estufa de hierro y vidrio, proyectada en 1859 por el prestigioso arquitecto Sebastián Monleón, auténtica vanguardia constructiva y lingüística en cuanto a los referidos materiales, costosa tanto en tecnología como en economía y en ejecución. De 24 m de longitud, 8,25 m de luz y 9 m de altura, es una cubierta acristalada de 465 m², orientada a mediodía, que sigue la traza de un cuarto de circunferencia, desde el suelo hasta un muro vertical generando un espacio adosado a él. Sus dimensiones podían dar acogida a ciertos vegetales como el Astarapea, Aralia, Chorisia speciosa o el Ficus benjamina que llegaba a crecer más de 5 m y no tenía cabida en las otras estufas.
Al buscar financiación la Universidad argumentaba la necesidad inexcusable, científica, para el mantenimiento correcto del centenar de ejemplares exóticos que ya tiene implantados, pero también el prestigio, pues «por el número de plantas que contiene, por su lozana vegetación, puede ya competir con los primeros de Europa», y esta construcción era presentada como exponente de estar al día en las conquistas del progreso y de la ciencia.
Al muro de la estufa se le añadiría más adelante una edificación adosada, rematada con una torrecilla, a modo de miramar, para dependencias de dirección y de investigación, hasta constituir un afortunado inmueble que aún perdura. Lamentablemente no ha llegado hasta nuestros días otros elementos de interés como las mencionadas construcciones de madera, los primitivos umbráculos e invernadero, a pesar de que este último fue reconstruido, según proyecto de 1867 del arquitecto Ildefonso Fernández Galvache, del que tenemos constancia gráfica. Seguramente serían sustituidos por los actuales de hierro, durante el último cuarto del siglo XIX.
Posteriormente hacia final de siglo, bajo la dirección de José Arévalo Baca, se construyeron las pequeñas estufas situadas al lado del plantel de semillas, y se concluyeron las obras, en 1888, de la estufa de mayor dimensión, llamada también «de la balsa» por la proximidad de los dos elementos, concebida según el modelo de la ya descrita de 1861.
En el año 1900, siendo director Eduardo Boscá, se inauguró el actual umbráculo, también de hierro, sobre un cuerpo de ladrillo, obra inspirada en las marquesinas ferroviarias, proyectada en 1897 por el polifacético arquitecto madrileño Arturo Mélida Alinar que vendría a completar la dotación del recinto y ofrecerle uno de los espacios más atractivos para su disfrute.
Otros momentos históricos de interés fueron la incorporación del Jardín Botánico a la facultad de Ciencias, mientras que, bajo la dirección de Rafael Cisternas y Fonseret (1867-1876) y, más tarde, de José Arévalo Baca (1876-1888) se incrementarán las actividades de la Escuela Botánica del recinto y el carácter práctico y experimental de sus plantaciones, impulsadas por el auge agrícola del momento.
En 1878 se produce la extensión septentrional que va a configurar el recinto que ahora conocemos, mientras que la relación urbana respecto de las calles Beato Gaspar Bono y Quart no cambia hasta el presente siglo XXI. Entre 1879 y 1880 se produce la implantación del recinto colegial de San José o de los Padres Jesuitas.
A partir de la riada de 1957 y gracias a la tenacidad del director Ignacio Docavo, se produce el rescate del jardín y la reconstrucción de diversas construcciones degradadas, entre 1962 y 1968, procurando incorporar otros elementos de interés sobre las ciencias naturales.
Posteriormente, siendo director el también catedrático Manuel Costa, se procede a la rehabilitación integral del jardín (saneamiento de las plantaciones, alternativas de irrigación, el cuidado de sus cuadros, etc.) y los elementos arquitectónicos más característicos (cerca del recinto, invernaderos, estufas, umbráculo, pabellón). También se construye el llamado edificio de investigación sobre las edificaciones adquiridas por la Universidad de Valencia recayentes a la calle Quart.
En la actualidad, además de la preservación del jardín histórico, se trabaja en su continuidad como centro de estudio, búsqueda, desarrollo y divulgación de la cultura botánica. Investiga sobre flora, biosistemas y vegetación y participa en proyectos internacionales relacionados con la biodiversidad vegetal y el estudio de plantas autóctonas. Dispone de biblioteca, herbario y germoplasma. Promueve congresos de especialistas y jornadas, encuentros y exposiciones divulgativas.
En este momento el Jardín Botánico de la Universitat constituye un espacio docente, vegetal, arquitectónico e histórico, y además caracterizador del paisaje urbano.

## Colecciones
Entre sus colecciones destaca:
- Las palmeras adultas, una de las mayores de Europa.
- Invernaderos, con varios de ellos.
- Umbráculo
- Plantas acuáticas
- Suculentas
- Rocalla
- Acuario
- Aviario

## Equipamientos
En el edificio de investigación, inaugurado en el año 2000, se realizan cursos, exposiciones y conferencias durante todo el año.
Existe un movimiento llamado Salvem el botanic cuyo objetivo es la protección del jardín botánico de Valencia y sus alrededores, incluida la ampliación del solar adyacente (terrenos de Jesuitas).